# Hrachovka (usedlost)
Hrachovka je viniční usedlost v Praze 7 Troji v ulici K Bohnicím. Stojí izolovaně v lukách severně od Zoo Praha.

## Historie
Usedlost byla postavena kolem roku 1700. Původně sloužila vrchnosti nebo měšťanstvu pro sezonní a občasné bydlení. V přízemí se nacházel byt správce a zaměstnanců vinice. Byly zde zřejmě i další hospodářské provozy a v části patra sýpka. V 19. století byla obytná budova přestavěna na stodolu. K tomuto jádru kolem uzavřeného dvora byla přistavěna nová obytná budova nevýrazného slohu.
Zda byla usedlost pojmenována podle jména majitele nebo zda se zde pěstoval kromě vinné révy také hrách není známo.

### Popis
Jednalo se o stavbu s dvoutraktovou dispozicí. Budova byla vyzděna z lomového kamene, její jihozápadní nároží pak dodatečně zpevněno dvojicí mohutných opěráků. Pod obydlím se nacházel sklep, který byl později zasypán. V době, kdy sloužila jako stodola, byl v její jižní a severní stěně prolomen vjezd. Statek byl chráněn masivní ohradní zdí.